# Flann mac Conaing
Flan mac Conaing (mort en 868) est un roi de Cnogba (Knowth) dans la province de Brega de 851 à 868.

## Éléments de biographie
Flann, est le fils cadet de Conaing mac Flainn. Il succède à son frère Cináed mac Conaing, exécuté par noyade l'Ard ri Érenn Mael Seachnaill Ier mac Mael Ruanaid et Tigernach mac Fócartai, son rival local de Lagore.
Afin de venger son frère il s'allie en 860 avec Áed mac Neill d'Ailech l'héritier présomptif du royaume de Tara. En 862 il effectue une expédition de pillage dans le royaume de Mide aux côtés de Áed et des « païens de Dublin ». Flan désigné sous le titre de « rí Brega » semble être souverain de l'ensemble de Brega, lorsqu'il rassemble les hommes de Brega, du Leinster, ainsi que les « Étrangers » à  Cill Ua nDaighre, soit un force de 5 000 hommes, contre son ancien allié le désormais Ard ri Erenn Áed Findliath qui ne dispose que de 1 000 hommes, avec Conchobar mac Taidg Mór, le roi de Connacht.
La bataille se livra « ardemment et sérieusement entre les deux armées et la victoire fut difficile à remporter, à force de combats et de blessures, sur les hommes de Brega, ceux du Leinster, et les Étrangers; mais un grand massacre fut fait d'eux, et un grand nombre d'Étrangers furent tués lors du combat ». C'est là que tombèrent : Flann, fils de Conaing, seigneur de Bregah ; Diarmaid, fils d'Ederscel, seigneur de Lagore ; et Carlus, le fils d'Amlaíb Conung, c'est-à-dire le seigneur des Étrangers. Dans l'autre parti est tombé également dans la chaleur du combat Fachtna, fils de Maelduin, Righdhamhna (c'est-à-dire héritier présomptif) du Nord,.